# ريتشارد هيس
ريتشارد هيس (بالألمانية: Richard Hesse)‏ هو عالم بيئة ألماني، ولد في 1868 في نوردهاوزن في ألمانيا، وتوفي في 1944 في برلين في ألمانيا.